# 嘉屋實
嘉屋 實（かや みのる、1917年1月1日 - 2002年12月3日）は、日本の経営者。

## 経歴
山口県岩国市出身。1939年に東京帝国大学経済学部商業学科を卒業し、同年に日本鉱業に入社した。1965年8月に共同石油に転じ、取締役に就任し、常務、専務を経て、1978年6月に副社長に就任し、1983年6月には社長に昇格した。1985年11月に会長に就任し、1990年6月から相談役を務めた。
1987年4月に勲二等瑞宝章を受章した。
2002年12月3日心不全のために死去。85歳没。